# Cape Town International Airport
Cape Town International Airport of Kaapstad Internasionale Lughawe (IATA: CPT, ICAO: FACT), vroeger naar D F Malan genoemd, is de luchthaven van Kaapstad, een van de hoofdsteden van Zuid-Afrika. De luchthaven is een belangrijke hub van South African Airways. Deze luchthaven is de op een na grootste luchthaven voor toeristen die naar Zuid-Afrika komen, na de luchthaven van Johannesburg. In 2007 is de luchthaven door meer dan 8,5 miljoen mensen gebruikt. Dat is 15% meer dan in 2006.
Het is nu de op twee na drukste luchthaven in heel Afrika.

## Terminals
Er zijn vijf terminals te vinden op de luchthaven: 
- Aankomst internationaal
- Aankomst binnenlands
- Vertrek internationaal
- Vertrek binnenlands van South African Airways
- Vertrek binnenlands van overige maatschappijen

## Vernieuwingen
De luchthaven wordt vernieuwd om die voor te bereiden op de verwachte 14 miljoen passagiers in 2015. De internationale terminal is al klaar, maar de binnenlandse terminal nog niet. Men is medio 2007 begonnen met de bouw. Deze terminal komt naast de internationale te staan. De routes in het gebouw worden ook verbeterd en breder, dus ook sneller gemaakt. Zo kunnen passagiers snel naar hun vliegtuig. Het aanzicht van de luchthaven wordt onvergelijkbaar met de huidige. De veranderingen moeten zeker eind 2009 af zijn.